# DWS자산운용
DWS자산운용은 2002년 2월 22일에 설립된 독일계 금융회사이다.

## 역사
2002년 2월 22일에 도이치투자신탁운용이라는 법인으로 설립되었다. 2009년 2월 4일에는 도이치자산운용으로, 2019년 1월 1일에는 DWS자산운용으로 상호를 변경하였다.

## 투자
2024년 크레센도빌딩(옛 대우건설 본사) 매각을 진행중에 있다. 타워8을 평당 3720만원 5800억원에 미래에셋자산운용에 매각했다.
김포 성광로지스틱스 물류센터를 페블스톤자산운용에 매각하였다.